# Clinopodium coccineum
Clinopodium coccineum là một loài thực vật có hoa trong họ Hoa môi. Loài này được (Nutt. ex Hook.) Kuntze mô tả khoa học đầu tiên năm 1891.